# Södra Roslags domsaga
Södra Roslags domsaga var en domsaga i Stockholms län. Den bildades 1844 av Danderyds, Värmdö, Sollentuna, Vallentuna och Åkers häraders domsaga och upplöstes 1971 i samband med tingsrättsreformen i Sverige. Före 1870 var namnet Danderyds, Värmdö, Sollentuna, Färentuna och Åkers häraders domsaga.
Domsagan lydde under Svea hovrätts domkrets.
1 januari 1916 (enligt beslut den 28 maj 1915) delades domsagan, då de två häraderna Färentuna och Sollentuna bröts ut för att bilda Sollentuna och Färentuna domsaga.

## Härader/skeppslag
- Åkers skeppslag
- Danderyds skeppslag
- Värmdö skeppslag
- Färentuna härad till 1916
- Sollentuna härad till 1916

## Tingslag
Antalet tingslag i domsagan utgjorde först fem men samtliga av dessa slogs ihop den 1 januari 1907 (enligt beslut den 21 februari 1906) för att bilda Södra Roslags domsagas tingslag.

### Från 1844
- Danderyds skeppslags tingslag
- Färentuna tingslag
- Sollentuna tingslag
- Värmdö skeppslags tingslag
- Åkers skeppslags tingslag

### Från 1907
- Södra Roslags domsagas tingslag

## Häradshövdingar
- 1845–1860 Frans Jonas Gustaf Centerwall
- 1861–1867 Carl Fredrik Abenius
- 1867–1873 Richard Theodor Carlén
- 1874–1894 Bror Wilhelm Hernblom
- 1895–1902 Rudolf Emil Eckerström
- 1903–1921 Carl Fredrik Miles Fleetwood
- 1922–1939 Yngve Wisén
- 1940–1954 Erik Gösta Herman Siljeström